# Low-frequency effects
Pour les articles homonymes, voir LFE.
Low-frequency effects (abrégé en LFE) est le terme anglais qui décrit le canal audio d’un film destiné aux basses fréquences. Le canal LFE, ayant une bande passante de 10 Hz à 120 Hz, est généralement envoyé à un subwoofer ou caisson de grave, une enceinte spécialisée dans la restitution de cette gamme de fréquences.

## Développement
Le canal LFE est apparu avec les copies Dolby Stereo 70 mm Six Track (en) en 1976 pour fournir des basses et pénétrations plus dynamiques et plus violentes sans dégrader la qualité des canaux audio standards. Le canal LFE est, par convention, restitué 10 dB plus fort que les canaux principaux. De plus, l’enregistrement séparé permet l’installation simple d’un caisson de basses sans nécessiter l’amélioration ou le remplacement des enceintes principales ni l’installation d’un filtre externe pour les basses fréquences.
Les formats tels que le Dolby Digital ont maintenu l’existence d’un canal LFE dédié. C’est plus par convention et compatibilité arrière que par nécessité car les formats numériques ont une meilleure dynamique que leur équivalent analogique sur bande magnétique des films en 70 mm. Les processeurs de son modernes ont aussi une fonction de bass management (gestion des basses) permettant d’extraire les basses des canaux principaux en dessous d’une fréquence de coupure paramétrable afin de les rediriger vers le(s) caisson(s).